# Орден Мухаммеда Али
Орден Мухаммеда Али — государственная награда султаната Египет.

## История
Орден был учреждён 14 апреля 1915 года султаном Египта Хусейном Камилем в честь первого хедива Египта Мухаммеда Али.
В 1919 году была проведена реформа ордена, изменены знаки.
В 1953 году, после египетской революции, орден был упразднён.

## Степени

Цепь ордена Мухаммеда Али со знаком

Орден имел три степени:
- Цепь ордена
- Кавалер Большой ленты
- Командор